# Demy (Sängerin)

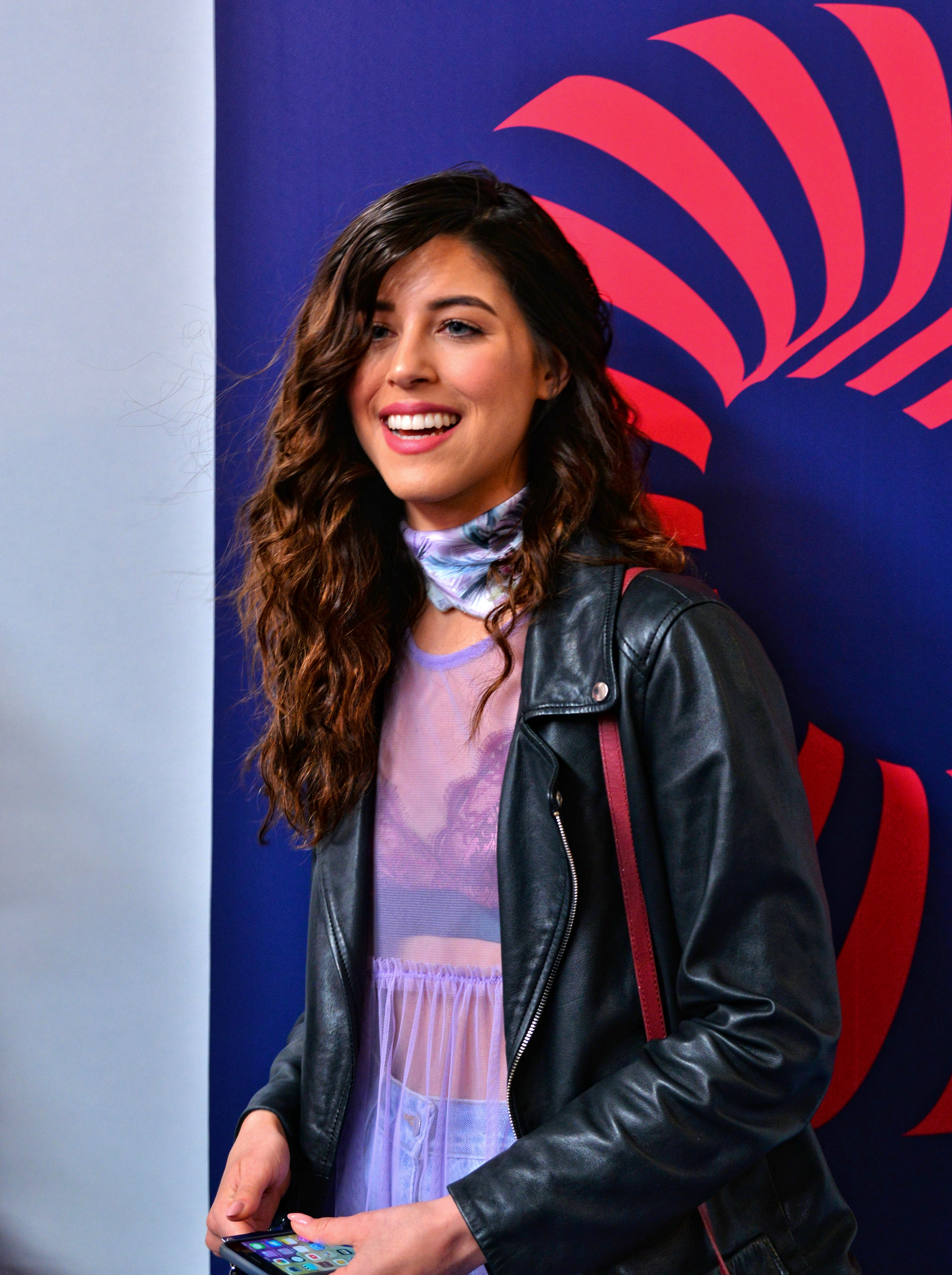
Demy (2017)

Demy (* 21. August 1991 in Athen, als Dimitra Papadea (griechisch Δήμητρα Παπαδέα)) ist eine griechische Sängerin und Musicalschauspielerin.

## Karriere
Demy wurde 2011 in Griechenland mit ihrem Lied Mia Zografia (griechisch Μια Ζωγραφιά) bekannt. 2012 wurde sie doppelt mit den MAD Video Music Awards ausgezeichnet. Zudem spielte sie mehrere Musicalrollen wie The Addams Family (Musical) oder Mamma Mia! (Musical).
Am 13. Januar 2017 wurde sie von ERT ausgewählt, Griechenland beim Eurovision Song Contest 2017 zu vertreten. Um ihr Lied auszuwählen, wurde ein Vorentscheid ausgerichtet, bei denen sie drei verschiedene englischsprachige Songs des Komponisten Dimitris Kontopoulos sang, der auch schon zuvor Beiträge für den Eurovision Song Contest komponierte, so zum Beispiel Russlands Vorjahrestitel You Are the Only One von Sergei Lasarew, wie auch die Lieder für Fərid Məmmədov, Sakis Rouvas oder Ani Lorak. Die Zuschauer entschieden sich für den Dance-Titel This Is Love. Im Finale erreichte sie Platz 19.

## Diskografie

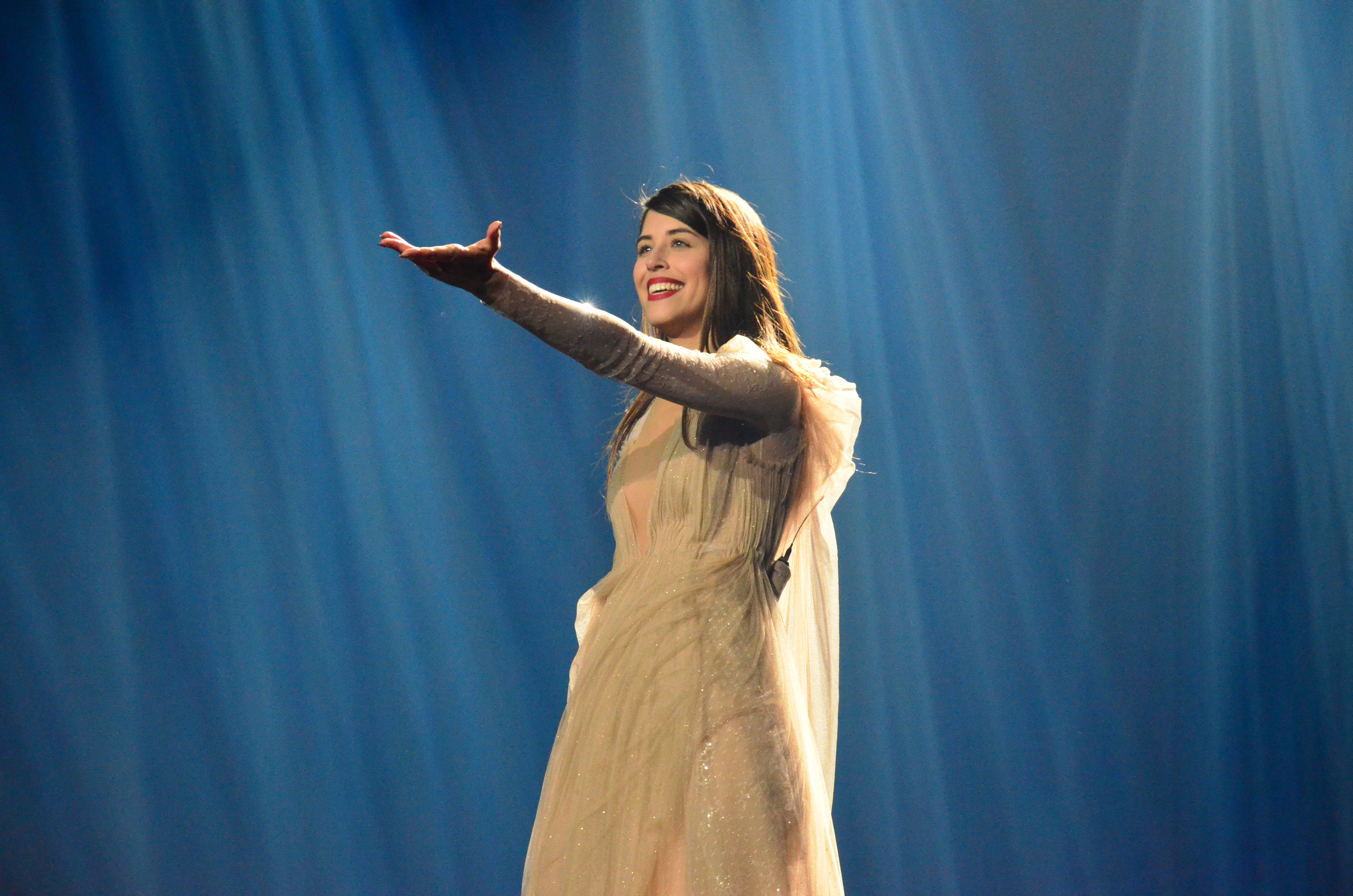
Demy bei der Generalprobe zum ESC 2017

### Studioalben
- 2012: #1
- 2014: Rodino Oniro
- 2017: Demy
- 2017: Kontra

### EPs
- 2012: Mono Mprosta
- 2012: Poses Xiliades Kalokairia
- 2019: Retrospective

### Singles
- 2011: Mia Zografia (mit Midenistis)
- 2011: Mono Prosta
- 2012: Fallin’ (mit Playmen)
- 2012: Poses chiliades Kalokeria
- 2012: I Zoi (To Pio Omorfo Tragoudi)
- 2013: Ki An Prospatho
- 2013: Meno
- 2013: The Sun (mit Alex Leon feat. Epsilon)
- 2013: Stay Here
- 2014: Nothing Better (mit Playmen)
- 2014: Oso o Kosmos tha echi Esena (feat. Mike)
- 2014: Rodino Oniro
- 2015: Proti mou fora (mit Melisses)
- 2015: Where Is the Love (mit Angel Stoxx)
- 2015: I Alitheia Miaei Psema
- 2015: One Love
- 2015: Emis
- 2016: Tha Minis Fevgontas
- 2016: Isovia Mazi
- 2016: You Fooled Me
- 2016: Helping Hand
- 2016: One Night
- 2016: Kati Pige Strava (Digi feat. RadioAct & Demy)
- 2016: Me Oplo Tin Foni Sou (Oge & Charis Savva feat. Demy)
- 2017: This Is Love
- 2017: M'Ekdikise
- 2017: Ston Aera
- 2018: Orio Kanena
- 2018: Kyma Kalokairino
- 2018: Ela (Perimenontas Tin Nona)
- 2019: Dipla Mou (mit Katerina Papoutsaki)
- 2019: Myrtia
- 2019: Na Me Thymasai Kai Na M Agapas
- 2019: Mia Agapi Gia To Kalokairi
- 2021: Sta Kokkina (mit FY)